# Lyons (villa)
Lyons es una villa ubicada en el condado de Wayne en el estado estadounidense de Nueva York. En el año 2000 tenía una población de 3,695 habitantes y una densidad poblacional de 351 personas por km². Lyons es también la sede de condado del condado de Wayne.

## Historia
El asentamiento comenzó en 1762.

## Geografía
Lyons se encuentra ubicada en las coordenadas 43°03′48″N 76°59′27″O / 43.06333, -76.99083.

## Demografía
Según la Oficina del Censo en 2000 los ingresos medios por hogar en la localidad eran de $36,466, y los ingresos medios por familia eran $45,781. Los hombres tenían unos ingresos medios de $30,750 frente a los $25,548 para las mujeres. La renta per cápita para la localidad era de $16,526. Alrededor del 11.9% de la población estaban por debajo del umbral de pobreza.